# Cuphea hirsutissima
Cuphea hirsutissima är en fackelblomsväxtart som beskrevs av Alicia Lourteig. Cuphea hirsutissima ingår i släktet blossblommor, och familjen fackelblomsväxter. Inga underarter finns listade i Catalogue of Life.